# محمد المنيع
محمد المنيّع (1 يونيو 1930 - 8 أغسطس 2025)، ممثل كويتي، كانت بدايته بالتمثيل بعام 1963 مع بداية الحركة الفنية في الكويت.

## سيرته
ولد في القبلة قرب «مسجد ملا صالح» و«مسجد عيسى الشرف»، ودرس في المدرسة الأحمدية. وبعد أن ترك الدراسة بدأ العمل في الأحمدي وذلك بمهنة لحام وذلك في الأكسجين وإصلاح الخزانات الخاصّة بالنفط، وانتقل بعد ذلك إلى قسم العمال وشغل وظيفة مسجل وملاحظ، وتنقل بعدها في شركات عديدة، وبعد أن ترك العمل في الأحمدي عمل في مخيم سيد حميد وخليفة الغانم في وظيفة ملاحظ على العمال، ثم نقل إلى الشويخ عمل في مجال الحفر لأنابيب النفط، وترك هذا العمل بعد فترة وانتقل إلى «دائرة المعارف» التي عمل فيها مشرفًا على التغذية في الكلية الصناعية وثانوية الشويخ، وانتقل بعدها إلى العمل في قسم المباني المدرسية بوزارة التربية والتعليم، ثم خرج بعدها للتقاعد.

### التمثيل
كان من محبي التمثيل، ووقتها كان التمثيل مادة أساسية، وكان له نشاط بارز بين الأنشطة الأخرى، وكانت بداية اهتمامه به عندما كان طالبًا في «المدرسة القبلية»، وكانت أول مسرحية شارك بها «حرب البسوس»، ولقي التشجيع من ناظر المدرسة عبد الملك الصالح الذي قام بإخراج المسرحية، وبعد أن شاهده الفنان محمد النشمي في هذا العمل شجعه ونصحه بأن يواصل التمثيل وأن يعمل على صقل موهبته، وخاصة في دور الأب والجد، فانضم في عام 1956 إلى «فرقة المسرح الشعبي»، وفي 1 يونيو 1964 اختير عضوًا في اللجنة الإدارية والمالية بالفرقة. وفي 1 يونيو 1964 مع عدد من الفنانين بتأسيس «فرقة المسرح الكويتي»، وقد انتدبته الهيئة المؤسسة مع محمد الحيدر وأحمد القطان، كي يقوموا بمتابعة استصدار الموافقات الكافية لتأسيس الفرقة والقيام بمهام الهيئة الإدارية إلى حين انتخابها، كما عينه مجلس الإدارة مسؤوولاً عن العلاقات العامة للفرقة. واختير عضوًا في مجلس إدارة الفرقة بين عامي 1965 و1969، وخلال تلك الفترة اختير نائبًا لرئيس مجلس الإدارة وذلك في موسمي 1966 / 1967 و1967 / 1968.

## حياته الأسرية
متزوج من «لميعة المنيع»، ولديهما من الأبناء: جاسم، عبد المحسن، عبد الوهاب، طلال، صالح، عبد العزيز، شريفة، منى، حصة، دلال، عبير، هنادي، مريم.

## أعماله

### المسلسلات
| سنة الإنتاج | المسلسل                         |
| ----------- | ------------------------------- |
| 1976        | طيبة وبدر                       |
| 1978        | الإبريق المكسور                 |
| 1980        | الرحيل                          |
| 1980        | دنيا الدنانير                   |
| 1980        | أشياء ضرورية                    |
| 1981        | الجوهرة                         |
| 1981        | أبلة منيرة                      |
| 1982        | بدر الزمان                      |
| 1983        | غدا تبدأ الحياة                 |
| 1983        | فتى الأحلام                     |
| 1983        | علي بابا                        |
| 1983        | مثلث الحب                       |
| 1984        | عائلة فوق تنور ساخن             |
| 1984        | إلى من يهمه الأمر               |
| 1985        | الجوهرة والصياد                 |
| 1986        | المغامرون الثلاثة               |
| 1986        | بيت الأوهام                     |
| 1989        | الطماعون                        |
| 1989        | إلى الشباب مع التحية            |
| 1990        | للحياة بقية                     |
| 1990        | مجنون بأثر رجعي - فيلم تلفزيوني |
| 1993        | طش ورش                          |
| 1993        | مرآه الزمان                     |
| 1994        | أولاد بو جاسم                   |
| 1994        | السلسلة - فيلم تلفزيوني         |
| 1995        | زارع الشر                       |
| 1995        | حكايات من التراث الشعبي         |
| 1996        | أقنعة حقيقية - سهرة تلفزيونية   |
| 1997        | الطير والعاصفة                  |
| 1997        | الناس أجناس                     |
| 1997        | طير الخير                       |
| 1997        | عودة السندباد                   |
| 1997        | القرار الأخير                   |
| 1998        | زمان الاسكافي                   |
| 1999        | الموذي                          |
| 1999        | الصقرين                         |
| 2000        | السرايات                        |
| 2001        | ديوان السبيل                    |
| 2002        | مدينة الأمان                    |
| 2003        | دموع الرجال                     |
| 2004        | القادم الغريب                   |
| 2004        | غصات حنين                       |
| 2005        | البوية                          |
| 2006        | الفرية                          |
| 2007        | حراير                           |
| 2008        | الداية                          |
| 2009        | قلب أبيض                        |
| 2009        | عطر                             |
| 2009        | المقرود                         |
| 2010        | نور في سماء صافية               |
| 2010        | الحب اللي كان                   |
| 2010        | الصراع                          |
| 2011        | الجليب                          |
| 2012        | وطن النهار                      |
| 2015        | حال مناير                       |
| 2018        | عبرة شارع                       |
| 2019        | غصون في الوحل                   |

### المسرحيات
| سنه الإنتاج | المسرحية            |
| ----------- | ------------------- |
| 1963        | حظها يكسر الصخر     |
| 1965        | بغيتها طرب صارت نشب |
| 1971        | النواخذة            |
| 1971        | لعبة حلوة           |
| 1972        | سهارى               |
| 1974        | التالي ما يلحق      |
| 1975        | علي جناح التبريزي   |
| 1977        | السدرة              |
| 1978        | نورة                |
| 1983        | فرسان المناخ        |
| 1983        | الأميرتين           |
| 1992        | راجع                |
| 2002        | السندباد            |

### الأفلام
| سنة الإنتاج | الفيلم                |
| ----------- | --------------------- |
| 1972        | بس يا بحر             |
| 1974        | أوراق الخريف          |
| 1983        | الفخ                  |
| 1984        | الوجه الاخر           |
| 1991        | لا ثمن للوطن          |
| 1993        | ليلة القبض على الوزير |
| 2012        | بقايا بشر فيلم قصير   |
| 2015        | دانة                  |

### البرامج
- سلامتك.

## وفاته
توفي محمد المنيع في يوم الجمعة 14 صفر 1447هـ الموافق 8 أغسطس 2025م، عن خمسةٍ وتسعين سنة.

## روابط خارجية
- محمد المنيع على موقع IMDb (الإنجليزية)
- محمد المنيع على موقع قاعدة بيانات الأفلام العربية